# Джедлинг
Джедлинг (англ. Gedling) — неметрополитенский район (англ. non-metropolitan district) со статусом боро в церемониальном графстве Ноттингемшир в Англии. Административный центр — город Арнолд.

## География
Район расположен в центральной части графства Ноттингемшир, на юго-западе примыкает к Ноттингему.

## Состав
В состав района входят 2 города:
- Арнолд
- Карлтон

и 11 общин (англ. civil parish):
- Бествуд Сейнт Олбанс
- Бертон Джойс
- Калвертон
- Колвик
- Ламбли
- Линби
- Ньюстед
- Паплвик
- Равенсхед
- Сток Бардольф
- Вудборо